# Gleerups förlag

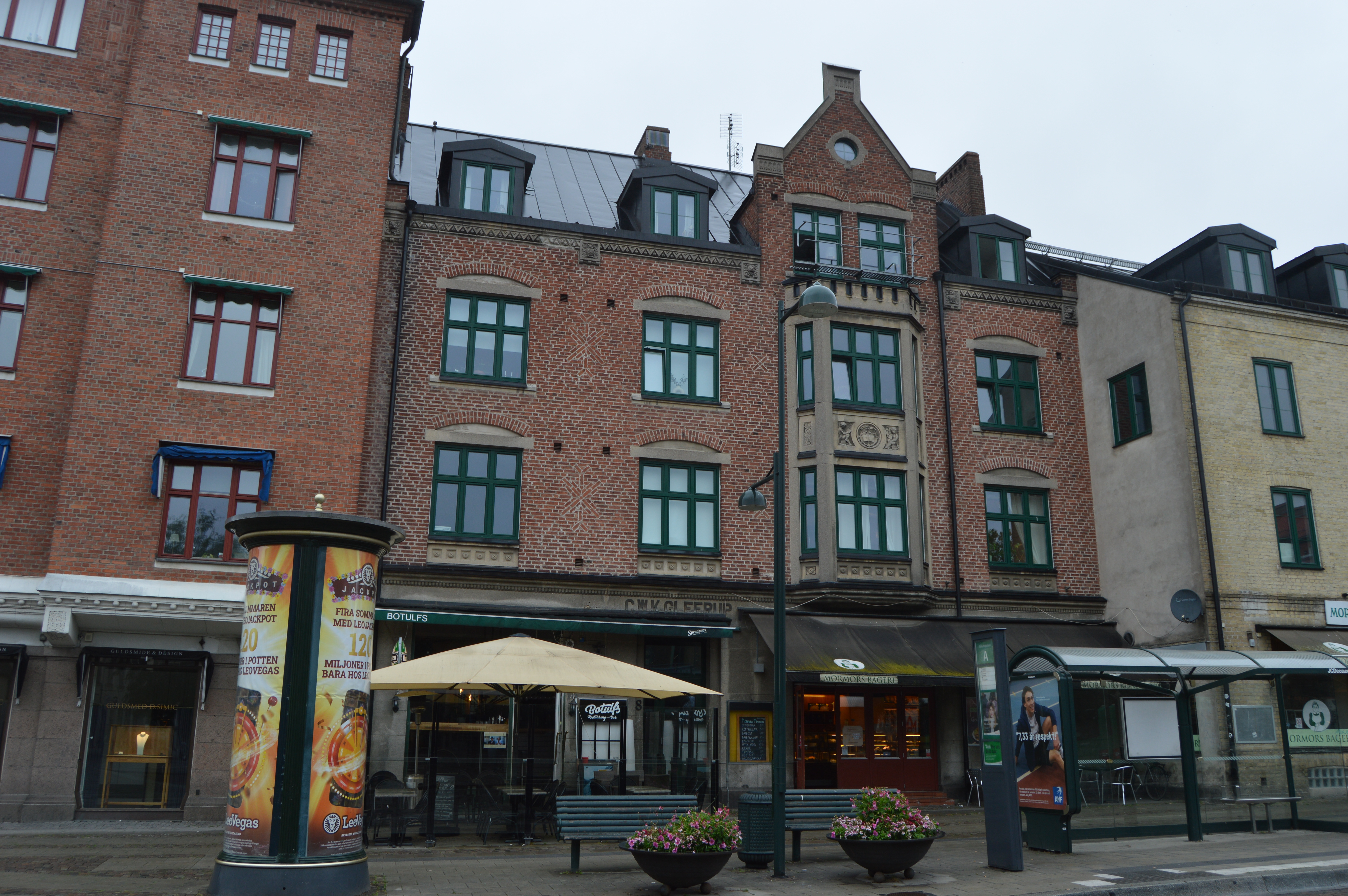
Förlagets gamla byggnad vid Botulfsplatsen.

Gleerups förlag var ett bokförlag och utbildningsföretag, som även hade en bokhandel, som grundades 1826 i Lund av bokhandlaren C.W.K. Gleerup.
Bokförlaget hade ett fokus på teologi, språkvetenskap och skolböcker. På 1970-talet såldes förlaget till Liber AB, och namnet slutade användas. Under 1990-talet togs namnet åter i bruk av Gleerups utbildning som har fokus på läromedel.

## Historik
Förlaget drevs ursprungligen inom samma firma som Gleerups bokhandel. I januari 1861 delades verksamheten upp på två firmor, varpå bokhandeln flyttades till firma C. W. K. Gleerups Sortiment som sköttes av C. W. K.:s son Jacob Gleerup. C. W. K. behöll kontrollen över förlaget fram till hans död 1871 varefter sonen även tog över detta. Jacob Gleerup sålde bokhandeln i januari 1875, varefter förlaget och bokhandeln har varit helt separata.
Jacob Gleerup drev bokförlaget fram till 1913 när Seth Collin tog över som chef. Collin hade då varit förlagets kontorschef i flera år. Collin drev företaget fram till 1931 när formellt efterträddes av Axel Öhman. År 1934 uppdagades oegentligheter med bokföringen som pågått i flera år vilket ledde till att Öhman avsattes och senare dömdes för bedrägeri. Istället utsågs Algot Werin till ny vd för bolaget. Efter Werin blev Gerhard Bendz vd för förlaget från den 1 september 1949. Bendz avgick efter drygt fem år och efterträddes den 1 januari 1955 av Walter Ekstrand.
År 1957 köpte Gleerups Fritzes förlag i Stockholm.

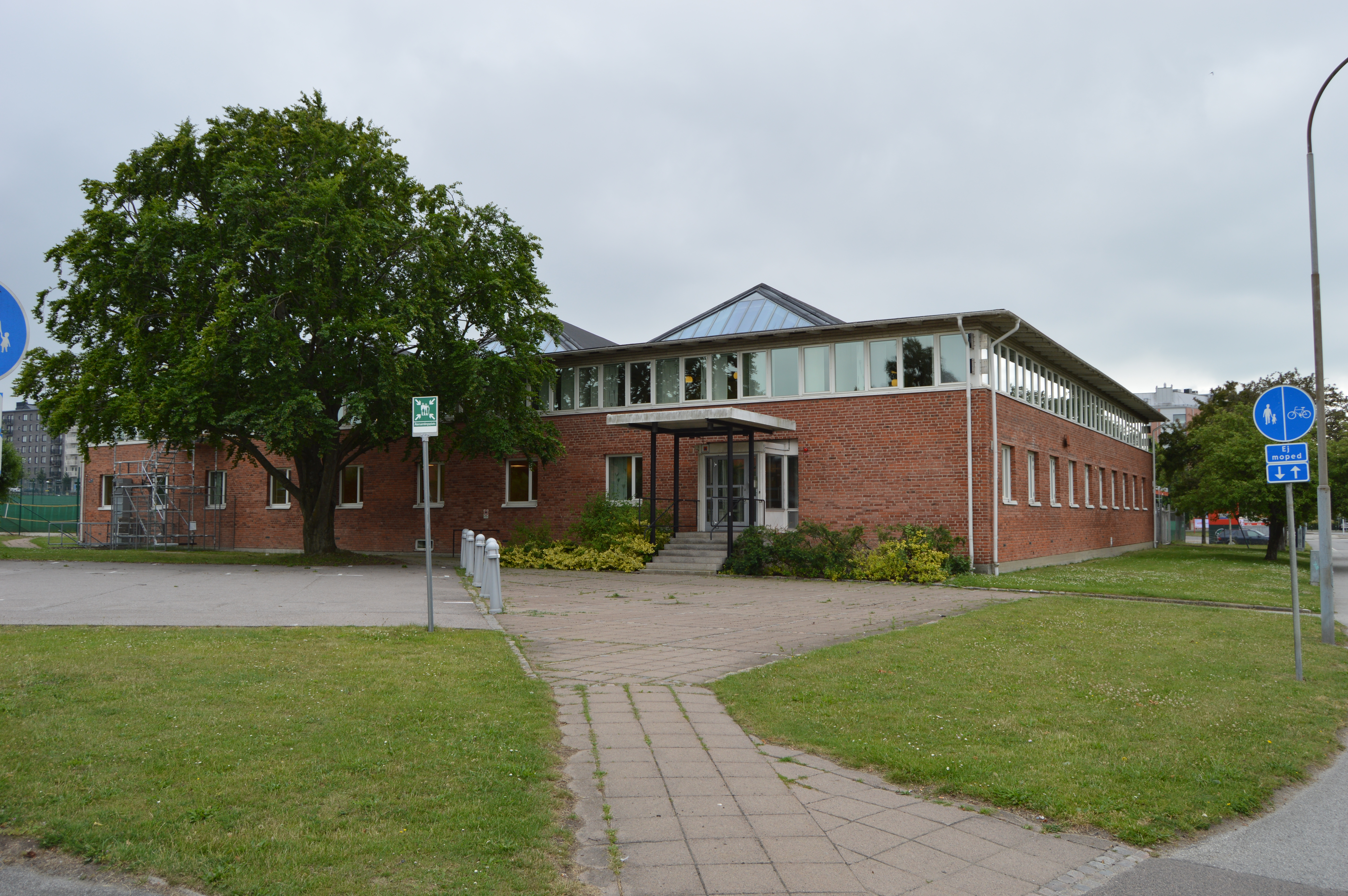
Förlagshuset på Öresundsvägen.

I början av 1960-talet lät förlaget bygga ett förlagshus på 4500 kvadratmeter på Öresundsvägen 1 i Lund. Det invigdes den 11 mars 1961.
I december 1970 meddelades det att Liber AB skulle köpa Gleerups. Namnet Gleerups kvarstod som förlagsnamn inom Liber i några år därefter. Under 1973 fördes Gleerups förlag och flera andra statliga förlag och grafiska företag till den nya koncernen Liber Grafiska. Gleerups hamnade där under divisionen Liber Läromedel. I september 1974 plockades skylten "C. W. K. Gleerup" ner från förlagshuset. Walter Ekstrand fortsatte som förlags-vd i några år och blev i början av 1974 divisionschef för Liber Läromedel men lämnade företaget i april 1975. Liber Läromedel lämnade lokalerna i Lund på 1980-talet.

## Bilder

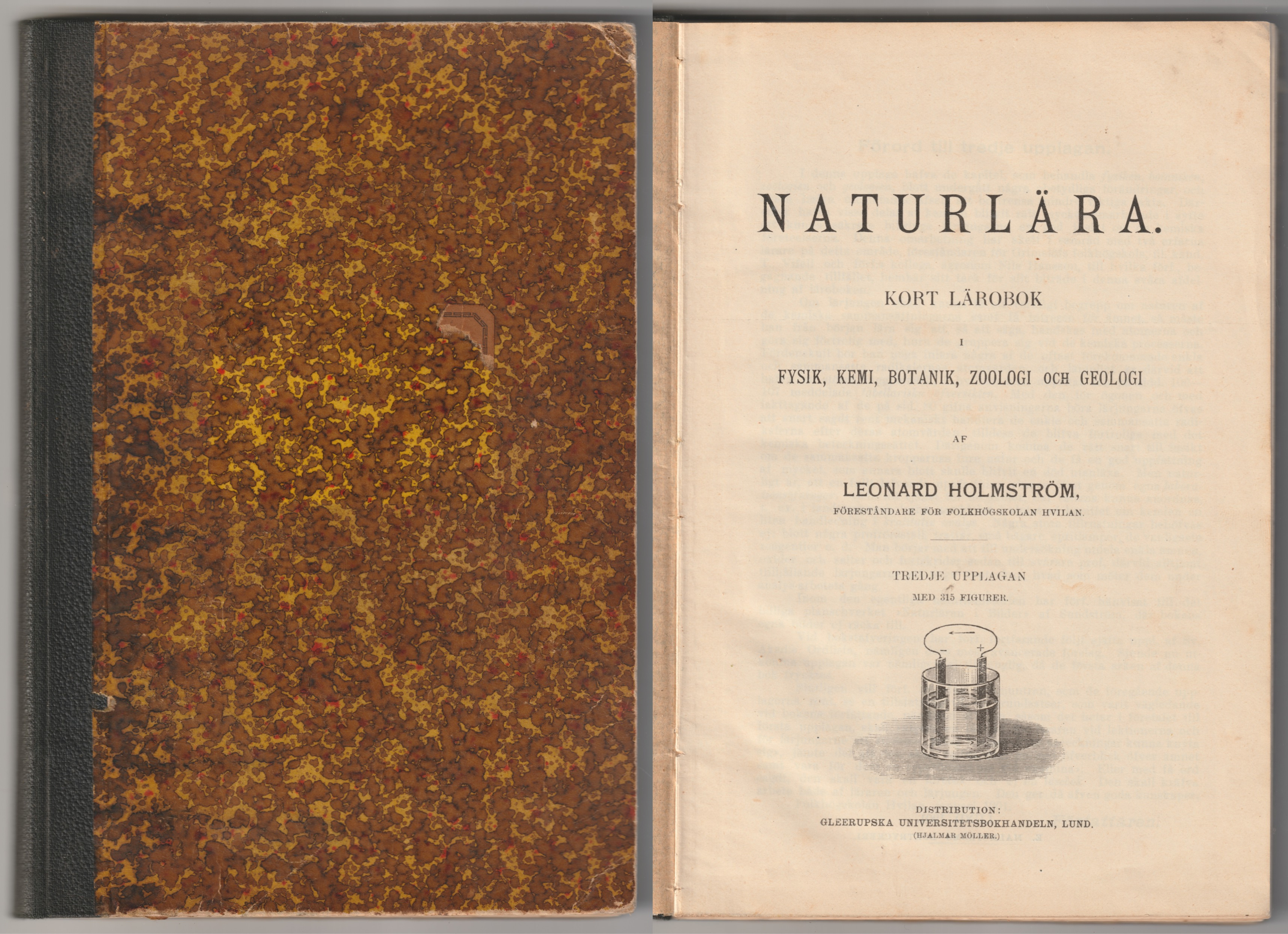
Läroboken Naturlära, tredje utgåvan (1901) av Leonard Holmström, utgiven av Gleerups förlag